# Frida Öhrn
Frida Maria Elisabet Öhrn (Solna, 24 febbraio 1979) è una cantante svedese.

## Biografia
Frida Öhrn si è avvicinata alla musica da piccola, studiando canto e pianoforte nella sua città, oltre a prendere lezioni di danza. Nel 2002 ha partecipato alle audizioni per la prima edizione del talent show Fame Factory, arrivando fra i primi 20, ma non riuscendo ad accedere alla fase televisiva del programma.
La cantante è salita alla ribalta nel 2004 con la sua partecipazione a Melodifestivalen, la competizione canora svedese che funge da selezione per l'Eurovision Song Contest, cantando (Are U) Ready or Not come parte del gruppo LaRoxx. Essendosi piazzati al 5º posto su 8 partecipanti nella loro semifinale, sono stati eliminati. Nello stesso anno è entrata a far parte del gruppo Oh Laura, con cui ha pubblicato due album: A Song Inside My Head, A Demon Inside My Bed (2007) e The Mess We Left Behind (2012).
Nel 2007 Frida Öhrn ha iniziato a cantare nel gruppo country al femminile Cookies 'N' Beans. Con loro ha registrato quattro dischi: Tales from a Trailor Trash Soul (2007), Beg, Borrow and Steal (2010), Go Tell the World (2012) e The First Steps (2013). Le Cookies 'N' Beans hanno inoltre partecipato a Melodifestivalen nel 2009 con What If e nel 2013 con Burning Flags, senza raggiungere la finale in entrambi i casi.
Il primo disco di Frida Öhrn come se stessa, Den lyckliges väg, realizzato in collaborazione con Bo Sundström, è uscito nel 2007. La cantante si è concentrata sulla sua attività da solista nella seconda metà degli anni 2010, pubblicando vari singoli e un EP. È tornata a Melodifestivalen nel 2020, per la prima volta come solista, con la canzone We Are One. Dopo essersi classificata 3ª nella sua semifinale, ha avuto accesso alla fase dei ripescaggi, perdendo tuttavia il suo duello e non riuscendo a raggiungere la finale.

## Discografia

### Album
- 2007 - Den lyckliges väg (con Bo Sundström)

### EP
- 2016 - Öhrn

### Singoli
- 2007 - Jag har gått inunder stjärnor (con Bo Sundström)
- 2008 - Det kom ett brev (con Bo Sundström)
- 2015 - Die Distance
- 2016 - What Are You Waiting For
- 2016 - Bang Bang
- 2017 - Release Me (con l'Orchestra Sinfonica di Malmö e Jonas Nydesjö)
- 2018 - The Call
- 2020 - We Are One